# 2405 Welch
2405 Welch (1963 UF) là một tiểu hành tinh nằm phía ngoài của vành đai chính được phát hiện ngày 18 tháng 10 năm 1963 bởi Đài thiên văn Goethe Link ở Brooklyn.